# カステル・ロッケーロ
カステル・ロッケーロ（伊: Castel Rocchero）は、イタリア共和国ピエモンテ州アスティ県にある、人口約400人の基礎自治体（コムーネ）。

## 地理

### 位置・広がり

#### 隣接コムーネ
隣接するコムーネは以下の通り。括弧内のALはアレッサンドリア県所属を示す。
- アックイ・テルメ (AL)
- アーリチェ・ベル・コッレ (AL)
- カステル・ボリオーネ
- カステッレット・モリーナ
- フォンタニーレ
- モンタボーネ

#### 地震分類
イタリアの地震リスク階級 (it) では、4 に分類される
。